# SuperLudzie
SuperLudzie – polski program dokumentalny prowadzony przez Macieja Dowbora i emitowany od 12 listopada 2017 na antenie Super Polsatu.
Od września 2018 emitowany jest też 10-minutowy cykl SuperLudzie Extra. Według stanu na 22 stycznia 2019, wyemitowano 48 odcinków.

## Charakterystyka programu
Program przedstawia historie osób niepełnosprawnych, które mimo ograniczeń mogą poszczycić się osiągnięciami, a także ukazuje ich codzienne życie.

## Spis serii
| Seria | Sezon       | Odcinki    | Pierwszy odcinek  | Ostatni odcinek   | Pora emisji         |
| ----- | ----------- | ---------- | ----------------- | ----------------- | ------------------- |
| 1.    | jesień 2017 | 1–12 (12)  | 12 listopada 2017 | 31 grudnia 2017   | niedziela ok. 11.00 |
| 2.    | wiosna 2018 | 13–22 (10) | 11 marca 2018     | 13 maja 2018      | niedziela ok. 11.00 |
| 3.    | jesień 2018 | 23–31 (9)  | 23 września 2018  | 18 listopada 2018 | niedziela ok. 11.00 |
| 4.    | wiosna 2019 | 32–41 (10) | 10 marca 2019     | 12 maja 2019      | niedziela ok. 11.00 |
| 5.    | jesień 2019 | 42– (?)    | wrzesień 2019     | grudzień 2019     | niedziela 13.30     |